# 克莱森重排反应
克莱森重排反应，又稱作Claisen重排反应，其最初形式是一个烯丙基苯基醚在高温（> 200°C）下发生的一个重排反应，产物是邻位烯丙基苯酚。反应的机理是σ[3,3]重排（是史上第一个发现的σ[3,3]重排反应），产物4-烯酮因芳香性的需要互变异构为酚。
这个反应的特点是高度的区域选择性，产物大部分是邻位的。与弗赖斯重排的性质很相似。
而当苯环的两个邻位都被“堵”住的时候，反应产物是对位烯丙基取代物。这是因为中间产物发生了一个科普重排反应所致——“分子自有其道（molecules have a way of hanging on）”。
审视整个过程可以看到：克莱森重排的驱动力是生成热力学上最稳定的取代度最大的“烯烃”。
克莱森重排起初是在芳香化合物中发现的（1912年），这与当时（20世纪初期）合成化学家“玩”的范围局限在芳香烃上有关。到后来发现该反应可以拓展到非芳香化合物，而这种拓展非常重要，因为克莱森重排反应立刻变成了合成上一个非常有用的反应：反应生成了一个新的碳碳键，得到一个4-烯羰基化合物，而烯键可以继续往下做衍生，得到其他的化合物。
而现代有机合成在克莱森反应的启发下催生出众多“变体”：
贝勒斯(Bellus)变体：
埃申莫瑟(Eschenmoser)变体：
艾兰德(Ireland)变体：
强生(Johnson)变体：

## 天然界的存在
在植物代谢的莽草酸途径中从分支酸到预苯酸的转换步骤就是一个克莱森重排；该反应受分支酸变位酶的催化。预苯酸是一个重要的前体化合物，生物体内含苯环的天然化合物有一大半是由预苯酸转换过来的。